# Cairngorms nationalpark
Cairngorms nationalpark (skotsk gaeliska Pàirc Nàiseanta a' Mhonaidh Ruaidh) är en nationalpark i nordöstra Skottland, instiftad 2003. Det var den andra av två nationalparker som instiftats av Skottlands parlament, efter Loch Lomond and the Trossachs nationalpark, instiftad 2002. Parken täcker bergsområdet Cairngorms och omgivande höjder. Parken var redan från början den största nationalparken på Brittiska öarna och planer finns att utvidga den in i höglandet Perth and Kinross.
År 2018 registrerades 1,9 miljoner turistbesök.

## Området
Cairngorms nationalpark täcker en yta av 4 528 km² i regionerna Aberdeenshire, Moray, Highland och Angus. Cairngormbergen har ett spektakulärt landskap, till sitt utseende liknande Hardangervidda i Norge, som också har en stor inlandsplatå. Till skillnad från Hardangervidda nationalpark, som är av IUCN:s kategori 2, där ingen aktivitet som har bestående verkan på naturen är tillåtten, så är Cairngorms nationalpark av kategori 5, ett skyddat landskap, som har jordbruk där turism främjas. Aviemore är den livliga och populära semesterorten som många har hört talas om, men Dalwhinnie, Newtonmore och Kingussie är värda att tillbringa tid i om man ankommer till parken söderifrån. Highland Wildlife Park och Dalwhinnie Single Malt ligger inom nationalparken.

## Nationalparkens gränser
Innan nationalparken instiftades 2003, genomförde Scottish Natural Heritage ett samråd angående gränserna, styrkorna och strukturerna kring den nya parkens myndighet[källa behövs]. Ett alternativ som presenterades för området inkluderade Tomatin, Blair Atholl, Aboyne och Glen Shee, vilket gjorde parken dubbelt så stor som Lake District nationalpark[källa behövs]. Det område som slutligen utsågs var mindre än väntat, men ändå det största i Storbritannien. Dess avgränsning omfattde Carrbridge, Laggan, Dalwhinnie, Grantown-on-Spey och Ballater. Många grupper och lokala samhällen tyckte att ett stort område i Perth and Kinross skulle utgöra en del av parken och drev en ivrig kampanj för detta[källa behövs].
Den 13 mars 2008 tillkännagav Michael Russell att nationalparken skulle utvidgas så att den även inkluderar Blair Atholl och Spittal of Glenshee. Det var även kontrovers kring byggandet av bergbanan Cairngorm Mountain Railway på Cairn Gorm, ett system som stöddes av den nya nationalparksstyrelsen. Anhängare av systemet hävdade att det skulle ge värdefulla inkomster från turism, medan motståndare argumenenterade att sådan utveckling var opassande för ett skyddat naturområde. För att minska erosionen, har bergbanan ett "slutet system", och tillåter endast skidåkare (under säsong) att åka till den övre Ptarmiganstationen[källa behövs].

## Samhällen inom nationalparken
Nationalparksstyrelsen delar lagstadgad planeringsfunktioner med de fyra lokala myndigheterna inom nationalparkens gränser.